# Nicola da Gesturi
Nicola da Gesturi, al secolo Giovanni Medda (Gesturi, 5 agosto 1882 – Cagliari, 8 giugno 1958), è stato un religioso italiano appartenente all'Ordine dei frati minori cappuccini. È venerato come beato dalla Chiesa cattolica.
Le sue spoglie, come quelle di sant'Ignazio da Laconi, riposano nella chiesa dei Cappuccini a Cagliari. La sua memoria liturgica si celebra l'8 giugno.

## Biografia

### L'infanzia e la giovinezza
Giovanni Angelo Salvatore, futuro Fra' Nicola, nacque a Gesturi il 5 agosto 1882 penultimo dei cinque figli (Rita, Antonia Maria, Peppino, Giovanni, Salvatore) di Giovanni Medda e Priama Cogoni. I suoi genitori erano contadini di umili condizioni, ma onesti e devoti. L'8 dicembre 1886, a soli quattro anni, come si usava allora, ricevette il Sacramento della Cresima, e meno di un anno dopo, il 10 giugno 1887 morì suo padre; a tredici anni divenne anche orfano di madre (6 giugno 1895). Da allora lavorò come servo, in cambio del solo vitto e alloggio (una misera stanzetta), come da lui stesso richiesto, presso il suocero della sorella, ricco possidente del paese. Quando questi morì, lavorò, alle stesse condizioni, in casa della sorella Rita, lavorando nei campi del cognato Giuseppe Pisanu. Non fu per necessità che fece questa scelta; infatti avrebbe potuto usufruire della sua parte dell'eredità paterna, a cui volle invece rinunciare. Frequentò solo le prime classi elementari, e poi lasciò la scuola per fare solo la vita del contadino. A quattordici anni, nel 1896, ricevette la Prima Comunione, e da allora visse sempre umilmente e devotamente. Il suo spirito di preghiera lo portava in Chiesa ogni volta che i suoi doveri glielo permettevano, per trascorrere intere ore davanti a Gesù Sacramentato. Il suo amore per i più poveri e la mortificazione in cui viveva furono lo stimolo ad aspirare alla vita sacerdotale, ma la povertà era un ostacolo insormontabile. A 28 anni fu colpito da un reumatismo articolare che lo costrinse a rimanere a letto per oltre 45 giorni. Fu durante questa malattia che fece il voto alla Vergine Immacolata di digiunare tutti i sabati, promessa che mantenne per il resto della sua vita. 

### Vocazione religiosa

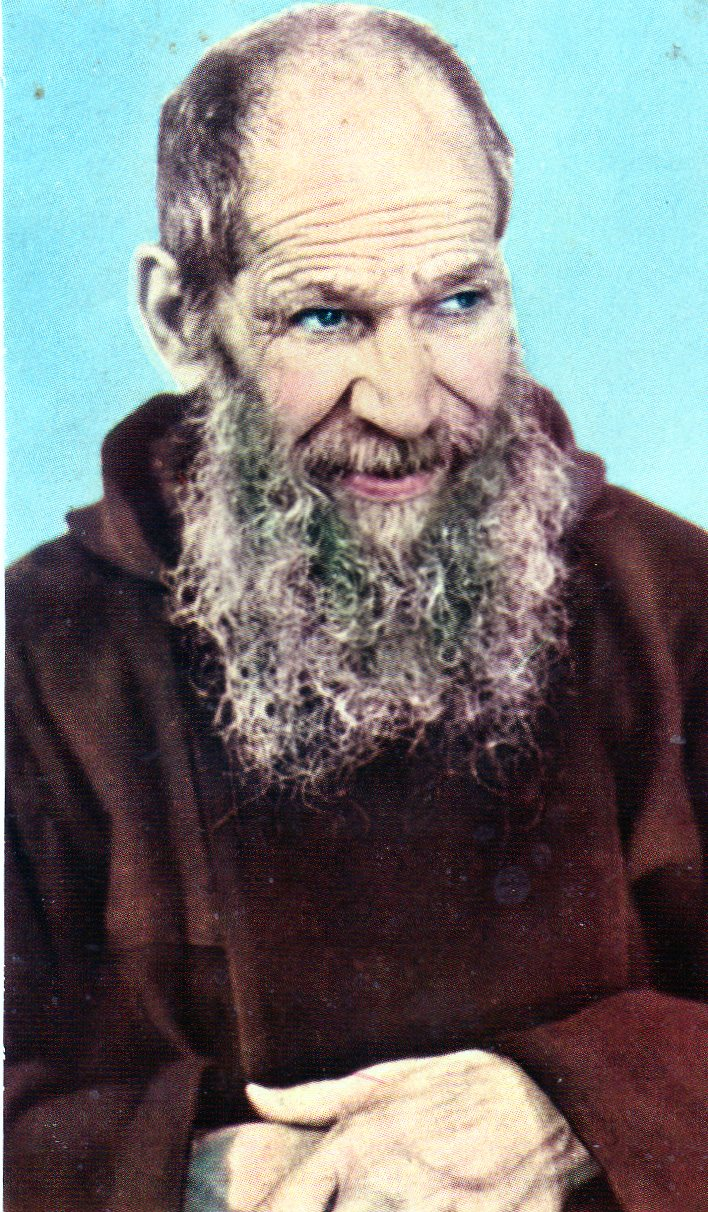
Fra' Nicola da Gesturi

A 29 anni arrivò la consapevolezza della vocazione religiosa. Nel marzo 1911 Giovanni Angelo Salvatore Medda bussò al convento dei Cappuccini di Cagliari presentato da un'ottima relazione del parroco di Gesturi, e chiese di esservi ricevuto come fratello laico. Il Padre Martino da Sampierdarena, commissario provinciale, lo accettò solo come terziario, volendo prima verificare personalmente la serietà della vocazione di questo giovane, arrivato in Convento dopo una vita dedicata completamente al lavoro dei campi. Il Superiore capì ben presto che Giovanni Medda aveva una vocazione non comune e molto matura e lo ammise al Noviziato dopo appena sette mesi di Probandato. Durante l'anno di Noviziato il Maestro dei novizi, Padre Fedele da Sassari, che "provò" la sua vocazione, poté rendersi conto di avere a che fare con un giovane serio e fervoroso, che si distingueva su tutti gli altri. Nel 1913 vestì l'abito cappuccino e assunse il nome di Fra Nicola da Gesturi. Durante il Noviziato venne trasferito a Sanluri dove il 1º novembre del 1914, festa di Tutti i Santi, fra Nicola emise la professione semplice e il 16 febbraio del 1919 quella solenne, consacrandosi definitivamente e completamente a Dio. Fu successivamente trasferito a Sassari come cuciniere, ruolo che però non gli si addiceva, poi a Oristano, quindi nuovamente a Sanluri. Nei dieci anni trascorsi dalla sua prima professione i frati avevano notato in fra Nicola un Religioso perfettamente obbediente e così umile da ricercare sempre l'ultimo posto e dedicarsi alle cose meno appariscenti agli occhi altrui. I superiori pensarono che le doti straordinarie di cui egli era fornito potevano meglio svilupparsi in un ambiente più adatto e più vasto: il 25 gennaio del 1924 lo mandarono al Convento Maggiore di Buoncammino, in Cagliari: qui egli visse per trentaquattro anni, fino al giorno della sua beata morte.

### Frate questuante
Gli venne dunque affidato l'incarico di questuante in alcune zone storiche della città e nei paesi limitrofi. Questuare significava letteralmente girare per le strade, ogni giorno e con ogni tempo e bussare alle porte e stendere la mano per chiedere l'elemosina, ripetendo sempre le stesse parole tipiche della Sardegna: 'A Santu Franciscu' (per San Francesco). Significava anche incontrare tante persone diverse: quelle che lo accoglievano e vedevano in lui un Santo, e quelli che lo deridevano e lo insultavano. Così egli fece con assoluta conformità e regolarità, e divenne ben presto una presenza familiare e molto amata; con il suo modo di proporsi alla gente, umile e sempre con gli occhi bassi, non aveva bisogno di chiedere per ricevere l'elemosina: tutti erano pronti a dargli qualcosa. Molti gli si avvicinavano per chiedere un consiglio, un conforto, una preghiera per essere guariti. Infine la sua divenne una 'presenza' indispensabile; ascoltava tutti ma i privilegiati erano i poveri che visitava anche nelle loro misere case. Tutti ricevevano da lui una parola di conforto, di sapienza, sia per le strade della città che nel convento, tanto che con gli anni da 'Frate cercatore' divenne 'Frate cercato'. Quando si avvicinava ad un quartiere, ad una strada, la notizia del suo imminente arrivo lo precedeva, come una sorta di 'tam tam' di affetto e di gioia; tantissimi uscivano dalle case per incontrarlo, e mandavano i bambini per dargli qualcosa, ma soprattutto per ricevere da lui un santino, una benedizione, uno sguardo dei suoi limpidissimi occhi cerulei, fatto rarissimo a causa del suo sguardo sempre basso, ma che chi ha sperimentato anche una sola volta non dimenticherà mai. Ci sono ancora persone viventi che ricordano nettamente l'incontro dolcissimo e misterioso con un Santo, l'impressione indelebile di una Presenza soprannaturale ma reale. 

### Durante la guerra

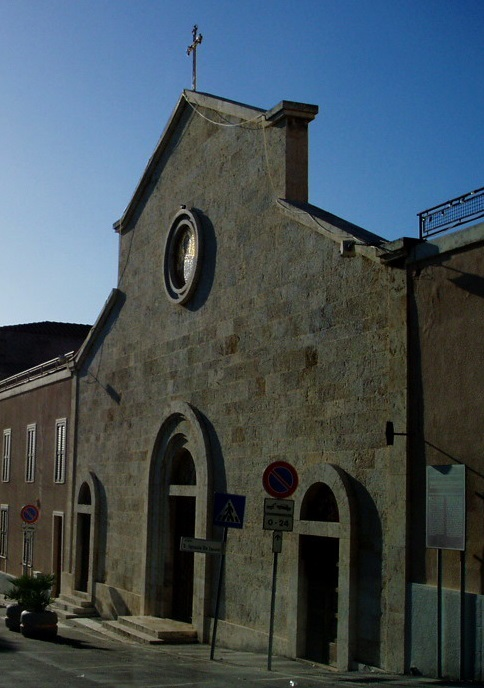
Chiesa dei Cappuccini (Cagliari)

Cagliari, durante la seconda guerra mondiale, fu martoriata da numerosissimi bombardamenti, e Fra Nicola continuò a girare per le strade, prestando soccorso alle vittime. Infine la città fu evacuata; restarono solo i poveri più poveri, rimasti senza casa e senza famiglia, che trovarono rifugio nelle numerose grotte sparse in varie parti della città . Al convento rimasero solo quattro Frati, tra cui Fra Nicola, che si prodigarono per assistere in tutti i modi questi cenciosi affamati. Quando terminavano i bombardamenti Fra Nicola usciva dal convento per portare soccorso tra le macerie; era sempre presente ovunque ci fosse bisogno d'aiuto. Spessissimo si recava in una grande grotta che si apriva sotto il colle di Buoncammino, all'interno dei Giardini Pubblici, dove, appena suonava l'allarme antiaereo, si riversava una gran folla. Ma egli non entrava mai: sedeva su una pietra all'ingresso, protetto solo da una sporgenza della roccia che faceva da tettoia, e pregava col rosario sempre in mano, esortando tutti alla preghiera, alla pace ed alla speranza. Solo una volta si alzò all'improvviso e corse dentro trascinando gli altri che stavano vicino all'imboccatura. Dopo alcuni istanti una bomba cadde proprio lì, provocando un'enorme voragine e distruggendo la 'tettoia'... 

### Frate silenzio
La gente notò subito una caratteristica peculiare di fra Nicola: il suo silenzio. Quando avvicinava le persone pronunciava poche parole e parlava solo per necessità: accoglieva in silenzio, rimproverava in silenzio, ringraziava in silenzio. Parlava pochissimo, fuori e dentro il convento, solo per ricordare la volontà di Dio. Non era solo per il suo temperamento che egli era parco di parole. Il suo silenzio era essenzialità e sobrietà, era grande virtù. Era silenzio che parlava, e parlava di Dio, come quello di Maria. Dietro questo silenzio egli nascondeva le sue eroiche virtù: la perfetta obbedienza, la profonda umiltà, l'assoluta povertà: il suo letto era un tavolaccio, la spalliera della sedia il suo cuscino, i suoi abiti e i suoi sandali i più rozzi e già usati da altri, i suoi pensieri e preghiere scritti in pezzi di carta scartata da altri. La sua preghiera davanti al Santissimo o all'Immacolata, al termine del suo giro di questua, erano lunghe ore di assoluto silenzio.

### La malattia e la morte
Il 1º giugno 1958 Fra Nicola ruppe il silenzio e chiese di essere esonerato dall'obbedienza della questua; si presentò al Padre Guardiano e gli disse semplicemente: 'Non ne posso più'. Questi capì subito che Fra Nicola era grave e lo fece ricoverare nell'infermeria. Il giorno dopo Fra Nicola si aggravò e il medico gli diagnosticò un'ernia strozzata. Fu ricoverato in clinica ed operato d'urgenza. Il Frate si rese conto della gravità della situazione e chiese l'Unzione degli infermi e il Viatico. Tra i dolori atroci, che durarono quattro giorni, esortava continuamente alla preghiera, all'obbedienza alla volontà di Dio, all'amore alla croce, se stesso e i confratelli che lo vegliavano. Il 7 giugno, persa ormai ogni speranza, fu trasferito al convento, dove, confortato dai confratelli in preghiera, spirò serenamente stringendo tra le mani il Crocifisso, alle 0,15 dell'8 giugno 1958. La notizia della sua morte si propagò immediatamente. Fin dal mattino, era nella prima pagina dei giornali locali, a caratteri cubitali, e la folla si riversò talmente numerosa al Convento per vedere la salma del 'Frate santo' esposta alla venerazione, che fu necessario il ricorso alla forza pubblica per arginare la ressa di coloro che volevano dargli un ultimo saluto.

### I funerali
Le esequie furono celebrate il giorno 10 partendo dalla Chiesa del Convento di Sant'Antonio. Erano presenti circa sessantamila persone. La bara fu portata a spalla dai religiosi e da laici, procedendo lentamente tra una pioggia incessante di fiori. Per più ore il traffico cittadino, dove passava il corteo, dovette essere interrotto. Non fu un funerale, ma un solenne e generale trionfo. Sulla sua tomba, nel cimitero monumentale di Bonaria, furono tracciate queste semplici parole: 'Fra Nicola Cappuccino 1882-1958'. Le spoglie di Fra Nicola rimasero per 22 anni al cimitero di Bonaria, e la sua tomba fu meta di continui pellegrinaggi e sempre ornata di fiori freschi, da parte di tantissime persone che chiedevano grazie, e ringraziavano per le grazie ricevute, che confermavano ed aumentavano la sua fama di santità. Il 2 giugno 1980 la salma fu traslata al Convento di Sant'Antonio, ed un altro trionfo di popolo l'accompagnò. Il 6 giugno 1980 venne tumulata nella cappella dell'Immacolata, quella stessa dove Nicola si ritirava per lunghe ore di silenziosa preghiera.

## Culto
Il 10 ottobre 1966 mons. Paolo Botto, arcivescovo di Cagliari, aprì la causa diocesano di canonizzazione, che il cardinale Sebastiano Baggio chiuse il 20 dicembre 1971. Nel febbraio 1978 iniziò il processo cognizionale presso la Congregazione per le Cause dei Santi, che si chiuse l'8 giugno 1982. Nel marzo del 1986 ebbe inizio il processo su un asserito miracolo, attribuito a fra Nicola. Il 25 giugno 1996 fra Nicola fu dichiarato venerabile da papa Giovanni Paolo II. Lo stesso pontefice, il 21 dicembre 1998, riconobbe il miracolo attribuito all'intercessione del Servo di Dio. 
Fra Nicola da Gesturi venne dichiarato beato il 3 ottobre 1999, in piazza San Pietro, da Giovanni Paolo II. 
(Giovanni Paolo II, omelia della messa di beatificazione, 3 ottobre 1999)